# Kyrylo Melitschenko
Kyrylo Oleksandrowytsch Melitschenko (ukrainisch Кирило Олександрович Меліченко, auch englisch Kyrylo Oleksandrovych Melichenko; * 7. Juni 1999 in Switlowodsk) ist ein ukrainischer Fußballspieler.

## Karriere

### Verein
Nach seinen Anfängen in der Jugend des FK Kiew und von Arsenal Kiew wechselte er im Sommer 2017 in die Jugendabteilung von Schachtar Donezk. Nach insgesamt drei Spielen in der Saison 2017/18 in der UEFA Youth League wurde er von seinem Verein in den Kader der zweiten Mannschaft übernommen. Um Spielpraxis zu sammeln, wurde er Ende August 2020 für den Rest des Jahres an den Erstligaaufsteiger FK Mynaj verliehen. Dort kam auch zu seinem ersten Einsatz im Profibereich, als er am 13. September 2020, dem 2. Spieltag, beim 1:0-Heimsieg gegen den FK Oleksandrija in der Startformation stand. Anfang Januar 2021 wechselte er ligaintern zum FK Mariupol.
Nach dem Russischen Überfall auf die Ukraine hielt er sich seit März 2022 als Kriegsflüchtling bei Dynamo Dresden fit und unterschrieb dort im Sommer 2022 einen Vertrag beim gerade in die 3. Liga abgestiegenen Verein.

### Nationalmannschaft
Melitschenko bestritt im Oktober 2016 zwei Spiele für die U18-Nationalmannschaft des ukrainischen Fußballverbandes.